# ジャック・ルーボー

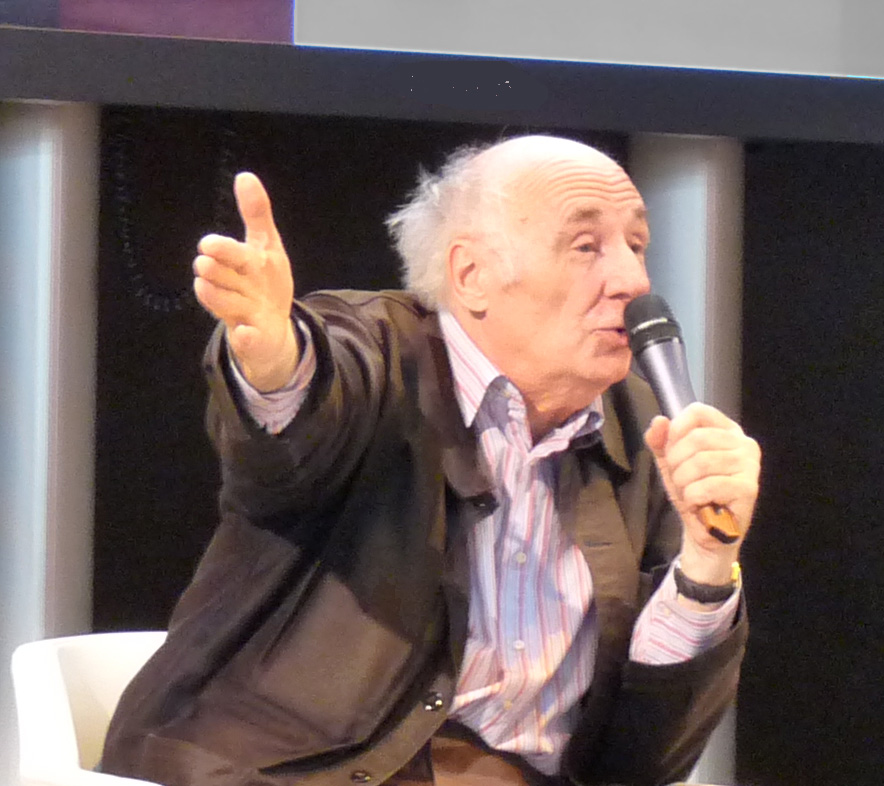
ジャック・ルーボー

ジャック・ルーボー（Jacques Roubaud, 1932年12月5日 - 2024年12月5日）は、フランスの詩人、エッセイスト、小説家、数学者である。

## 来歴
1932年、フランス、ローヌ県に生まれる。デビュー当時から詩の言語と構成の探求に取り組み、遊戯的であると同時に創意と工夫を凝らした詩を提唱してきた。最初の書物『 ∈ 』(1967年)は、囲碁のモデルに基づいて組み立てられていて、レーモン・クノーと黎明期のウリポ（潜在的文学工房）の運動に歓迎された。そして、それに続く数々の詩集で彼の企ては追求される。例えば、短歌と俳句の試みである。『もののあはれ』（1970年）、『31の3乗』（1973年）、『自伝第十章』（1977年）に続き、妻の死から着想を得た詩集『なにか　くろい　もの』（1986年）ではすべてが9という数に支配されるという形式上の制約が虚無体験と密接に符合して展開される。そしてジャック・ルーボーは詩と並行してアンソロジーやエッセイの批評的著作も書き理論的考察も深める。さらに翻訳、小説の数々も著作している。代表作は「ロンドンの大火」シリーズであり、日本では『麗しのオルタンス』シリーズが翻訳されている。2021年ゴンクール詩人賞受賞。
2024年12月5日に死去。92歳没。

## 邦訳作品
- 『麗しのオルタンス』高橋啓訳、東京創元社、創元推理文庫、2009.1
- 『ジャック・ルーボーの極私的東京案内』田中淳一訳、水声社、2011.7
- 『誘拐されたオルタンス』高橋啓訳、東京創元社、創元推理文庫、2017.2
- 『環』田中淳一訳、水声社、叢書フィクションの楽しみ、2020.7

## 著作

### 詩・散文
- Epsilion,Paris,Gallimard,1967.Rééd. Poésie,Paris, Gallimard,1988.
- Mono no aware,Paris,Gallimard,1970.
- Trente et un au cube,Paris,Gallimard,1973.
- Autobiographie,Chapitre X:poèmes avec des moments de repos en prose,Paris Gallimard,1977.
- Quelque chose noir,Paris,Gallimard,1986.
- La Pluralité des mondes de Lewis,Paris,Gallimard,1991.
- La Forme d'une ville change plus vite,hélas,que le cœur des humains,Paris Gallimard,1999.

### 小説・物語
- La Belle Hortense,『麗しのオルタンス』Paris Ramsay,1985.Rééd.Paris,Seghers,1990.POints,Paris,Seuil,1996.
- L'Enlèvement d'Hortense,『誘拐されたオルタンス』Ramsay,1987.Rééd.Paris,Seghers,1991.Points,Paris,Seuil,1996.
- Le Grand incendie de Londres.『ロンドンの大火』Récits avec incises et bifurcations(1985-1989),Paris,Seuil,1989.
- L'Exil d'Hortense,『亡命したオルタンス』Paris,Seghers,1990.Points,Paris,Seuil,1996.
- La Boucle,『環』Paris,Seuil,1993.
- Mathématique,『数学』Paris,Seuil,1997.
- Poésie,『詩』Paris,Seuil.2000.

### アンソロジー
- Les Troubandours,Paris,Seghers,1971.Rééd.1980.
- Soleil du soleil.Le sonnet français de Marot à Malherbe,P.O.L.,1990.
- Petite anthologie de poésie française contemporaine édition bilingue,2001[2]

### エッセイ
- La Vieillesse d'Alexandre.Essai sur quelques états du vers français,Paris,Masoeri,1978.Rééd.Paris,Ramsay,1988.
- L'Invention du fils de Léoprepès-Poésie et mémoire, Saulxures,Circé,1993.
- La Fleur inverse.L'art des troubadours,Paris,Ramsay,1986.Rééd.Paris,Belles Lettres,1994.
- Poésie et cetera:ménage,Paris,Stock,1995.

## 関連事項
- 時間の闇の中で